# Nashville, Georgia
Nashville är administrativ huvudort i Berrien County i Georgia. Nashville blev kommun den 20 december 1892 och ortnamnet hedrar militären Francis Nash. Enligt 2010 års folkräkning hade Nashville 4 939 invånare.

## Kända personer från Nashville
- Dawson Mathis, politiker